# 猫部ねこ
猫部 ねこ（ねこべ ねこ、1967年10月19日 - ）は、日本の漫画家。女性。静岡県浜松市出身。

## 経歴
中学生の頃から少女漫画誌『なかよし』（講談社）への投稿を開始し、シルバー賞やゴールド賞などを獲得していた。
1986年、『なかよしデラックス』（講談社）8月号に掲載された「FIRST DATE」でデビュー。デビュー当初のペンネームは「猫部ねこ♡」と、ハートマークがついていた。
1989年から『なかよし』にて連載された、空を飛ぶ金魚「ぎょぴちゃん」などが繰り広げるドタバタコメディ『きんぎょ注意報!』が大ヒット。東映動画（現 東映アニメーション）制作で1991年から1992年にかけてテレビアニメ化、1992年4月には劇場版『きんぎょ注意報!』が公開された。また2005年にコミックス新装版およびDVD-BOXが発売され、『なかよし』誌上に「きんぎょ注意報!特別編」が掲載された。2019年にはBlu-ray BOXが発売された。
一時期『Amie』（講談社）に移ったこともあるが、その後『なかよし』に復帰した。猫部と同期で、共に1990年代前半の『なかよし』を支えてきた武内直子と秋元奈美も、一度『なかよし』を離れたのち出戻った経緯がある。
ねこや犬など動物を飼うのが好き。

## 作品リスト
- どっきんタイムトリップ（なかよし、講談社） ISBN 4-06-178623-7
  - このこねこのこ
  - サンタさんのSOS
- きんぎょ注意報![1][2]（なかよし）
  - HINAKO（『きんぎょ注意報!』5巻に収録）
  - ムーンライトマジック その2（同上）
- ペンギン探偵団（なかよし） ISBN 4-06-178655-5
  - 双子のドロップ
  - 気になるメモリー
  - ムーンライト☆マジック
- きらら音符（ノート）（なかよし） ISBN 4-06-178804-3
- あいりんドリーム（なかよし）
  - 猫にゃんにゃん（『あいりんドリーム』1巻に収録）
- 愛は惜しみなく奪うモノ（Amie、講談社、単行本未出版）
- 呪って♡あっこちゃん（なかよし） ISBN 4-06-178925-2
- どこでもハムスター（なかよし、なかよし増刊） ISBN 4-06-334534-3
- どーなつプリン（なかよし）
- ぴよっこガーデン（なかよしラブリー、講談社、単行本未出版）
- 君はワンドル!（なかよし、なかよしラブリー掲載、単行本未出版）